# Kurtis Mantronik
Kurtis Mantronik (* 4. September 1965 in Jamaika; bürgerlich Graham Curtis el Khaleel) ist Musikproduzent, DJ und Remixer. Seine Produktionen der 1980er Jahre für das Label Sleeping Bag Records gelten heute als Hip-Hop-Klassiker. Er zeichnet mittlerweile für zahlreiche Charterfolge, Remixes und Produktionen etwa für Justin Timberlake, Robbie Williams und Rihanna verantwortlich.

## Leben
Graham Curtis el Khaleel wurde 1965 als Sohn eines syrischen Vaters und einer jamaikanischen Mutter in Jamaica geboren. In den frühen 1970er Jahren immigrierte die Familie nach Kanada, 1980 zog sie nach New York City in die USA um. Gemeinsam mit dem Rapper Touré Embden, genannt MC Tee, gründete Khaleel 1985 das Hip-Hop-Duo Mantronix.
Neben der Arbeit an seinem Bandprojekt produzierte Kurtis Mantronik erfolgreich für Künstler wie Joyce Sims, Just Ice oder KRS One. Nach dem letzten Mantronix-Album The Incredible Sound Machine von 1991 setzte eine längere Schaffenspause ein. 
Mit dem Remix des Tracks We Have Explosive von The Future Sound Of London stieg er 1997 erneut ins Musikgeschäft ein. Mantronik übersiedelte in das Vereinigte Königreich und begann an zahlreichen Remixes und Produktionen für Pop-Größen zu arbeiten, etwa Kylie Minogue oder Goldfrapp. In diese zweite Schaffensperiode fallen seine Soloalben als Kurtis Mantronik. Im August 2020 gründete er sein eigenes Musiklabel King Of The Beats.

## Diskografie

### Alben als Mantronix
- The Album (Sleeping Bag Records), 1985
- Music Madness (Sleeping Bag Records), 1986
- In Full Effect (Capitol Records), 1988
- This Should Move Ya (Capitol Records), 1989
- The Incredible Sound Machine (Capitol Records), 1991

### Alben als Kurtis Mantronik
- I Sing The Body Electro (OMW), 1998
- Live From The Bleeding Edge (Cutting Edge), 1999
- Mantronik – King Of The Beat (Wrong Planet Music), 2011
- Journey To Utopia (Street DNA), 2015